# Flight Unlimited III
Flight Unlimited III è un simulatore di volo sviluppato da Looking Glass Studios e distribuito nel 1999 da Electronic Arts per Microsoft Windows.

## Descrizione
Il gioco permette di pilotare aerei commerciali o civili nell'area di Seattle, volando liberamente o affrontando delle missioni "Sfida", come ad esempio sventare una rapina o localizzare il Bigfoot. Il team di sviluppo basò il titolo sul suo precedente, Flight Unlimited II (in particolare sulle sue meccaniche di aviazione generale), includendo inoltre più dettagli del terreno e del motore fisico, un maggiore numero di aerei e la presenza del clima in tempo reale. Una parte dei membri del team di sviluppo di Flight Unlimited II partecipò allo sviluppo del sequel, insieme a dei nuovi assunti.
Il lead designer Peter James descrisse lo sviluppo di Flight Unlimited III come una sfida, a causa di una mancanza di interesse da parte di Electronic Arts e dalla dirigenza di Looking Glass Studios. In diretta concorrenza con Microsoft Flight Simulator 2000 e Fly!, il gioco non raggiunse una quota di mercato sufficiente, diventando uno dei più grandi flop commerciali della Looking Glass, vendendo approssimativamente 20 000 copie negli Stati Uniti il primo anno. I guadagni esigui derivati dal flop portarono alla chiusura di Looking Glass Studios nel 2000.